# Bomba de vácuo

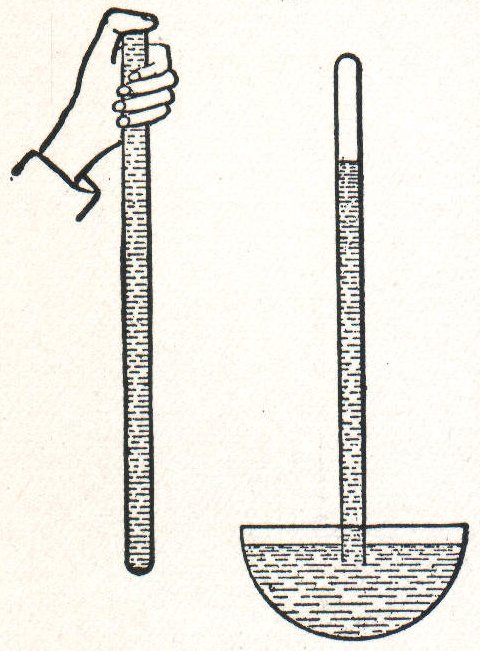
Experimento de Torricelli. Na parte superior do tubo emborcado forma-se um vácuo parcial.

Bomba de vácuo é um aparelho destinado a retirar o gás de um determinado volume, de forma que a pressão seja baixada a valores adequados ao propósito desejado.
A variedade de aplicações da tecnologia do vácuo é tamanha, que para determinados propósitos pressões da ordem de 100 mbar podem ser suficientes, enquanto para outros propósitos são necessárias pressões da ordem de 10-10 mbar.
Dessa forma existem uma grande variedade de tipos de bombas de vácuo capazes de atender as mais diversas aplicações.

## História
Por volta de 1641, na Itália, Gasparo Berti realizou os primeiros experimentos para produzir vácuo, usando tubos de barômetro preenchidos com água, porém os resultados não foram muito convincentes.

Posteriormente, em 1644, Vincenzo Viviani, realizou um experimento planejado por Evangelista Torricelli, no qual o experimento de Berti foi repetido, usando-se um tubo preenchido com mercúrio. Os experimentos torricelianos convenceram a maioria dos intelectuais que o vácuo fora criado.

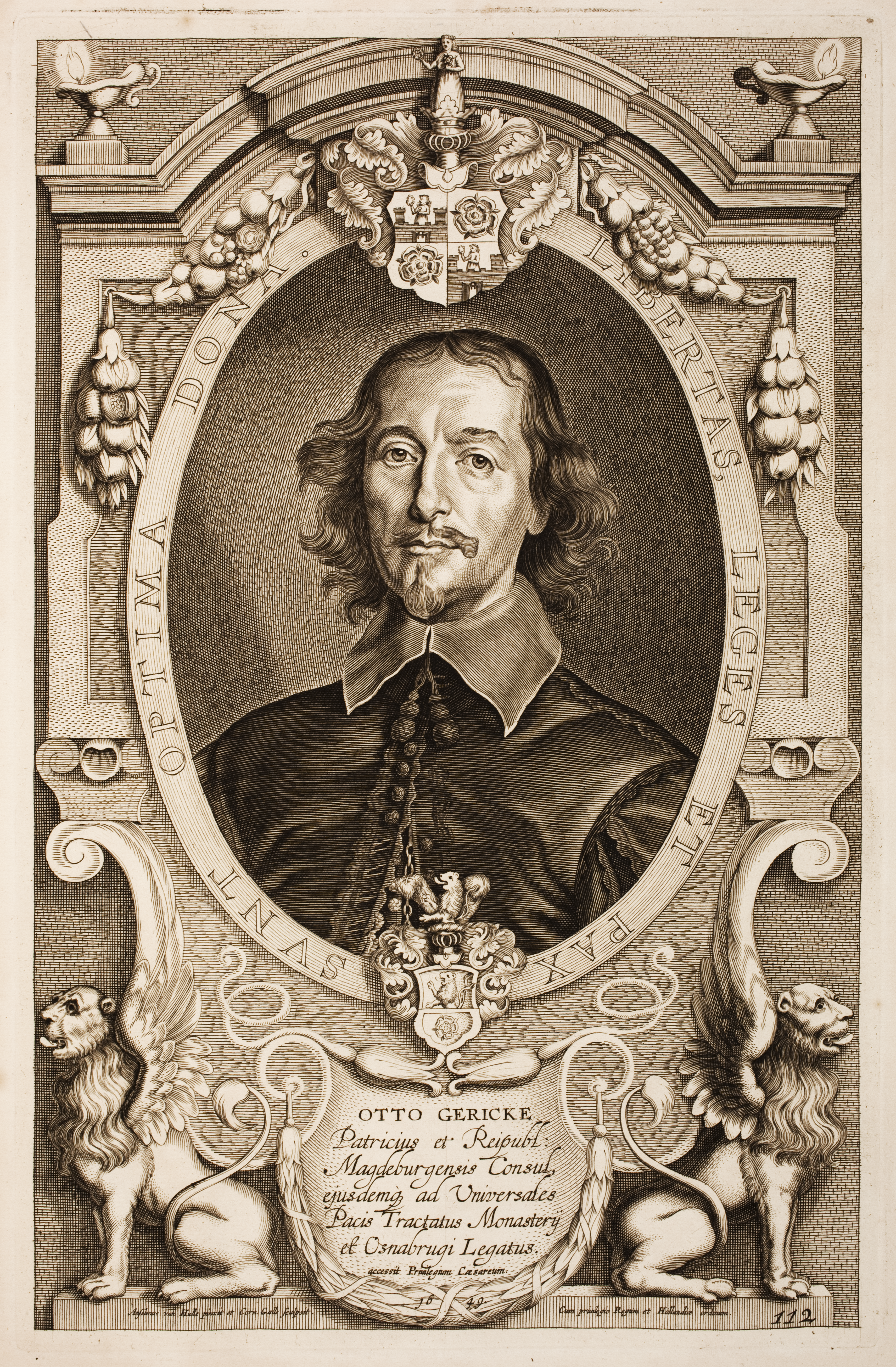
Retrato de Otto von Guericke.

Porém a primeira bomba de vácuo, no sentido de uma máquina capaz de remover progressivamente o ar de um recipiente fechado, foi inventada pelo prefeito da cidade de Magdeburgo, Alemanha, Otto von Guericke (1602-1686) por volta do ano de 1650.
A bomba de Guericke, foi primeiramente descrita no livro de Kaspar Schott, Mechanica Hydraulica-Pneumatica em 1957. Ela consistia simplesmente de um tubo cilíndrico com duas válvulas e um pistão. Água era usada para fazer as com que as junções fossem estanques. O pistão necessitava de muita força para ser movido, sendo necessário a ajuda de três homens..

## Tipos de bombas
As bombas de vácuo podem ser classificadas em três categorias: bombas de deslocamento positivo; bombas de transferência de momento e bombas de captura.

Esquema de funcionamento de uma bomba de palhetas rotativas.

### Bombas de deslocamento positivo
Neste tipo de bomba, o gás é manipulado usando-se movimentos repetitivos de peças mecânicas, sincronizados com a abertura e fechamento de válvulas, que deslocam o gás da entrada até a saída em pequenas e discretas quantidades, com uma alta taxa de repetição e com alguma compressão.
Alguns exemplos são:  bomba de palhetas rotativas, bomba de diafragma, bomba Roots e bomba scroll .

### Bombas de transferência de momento

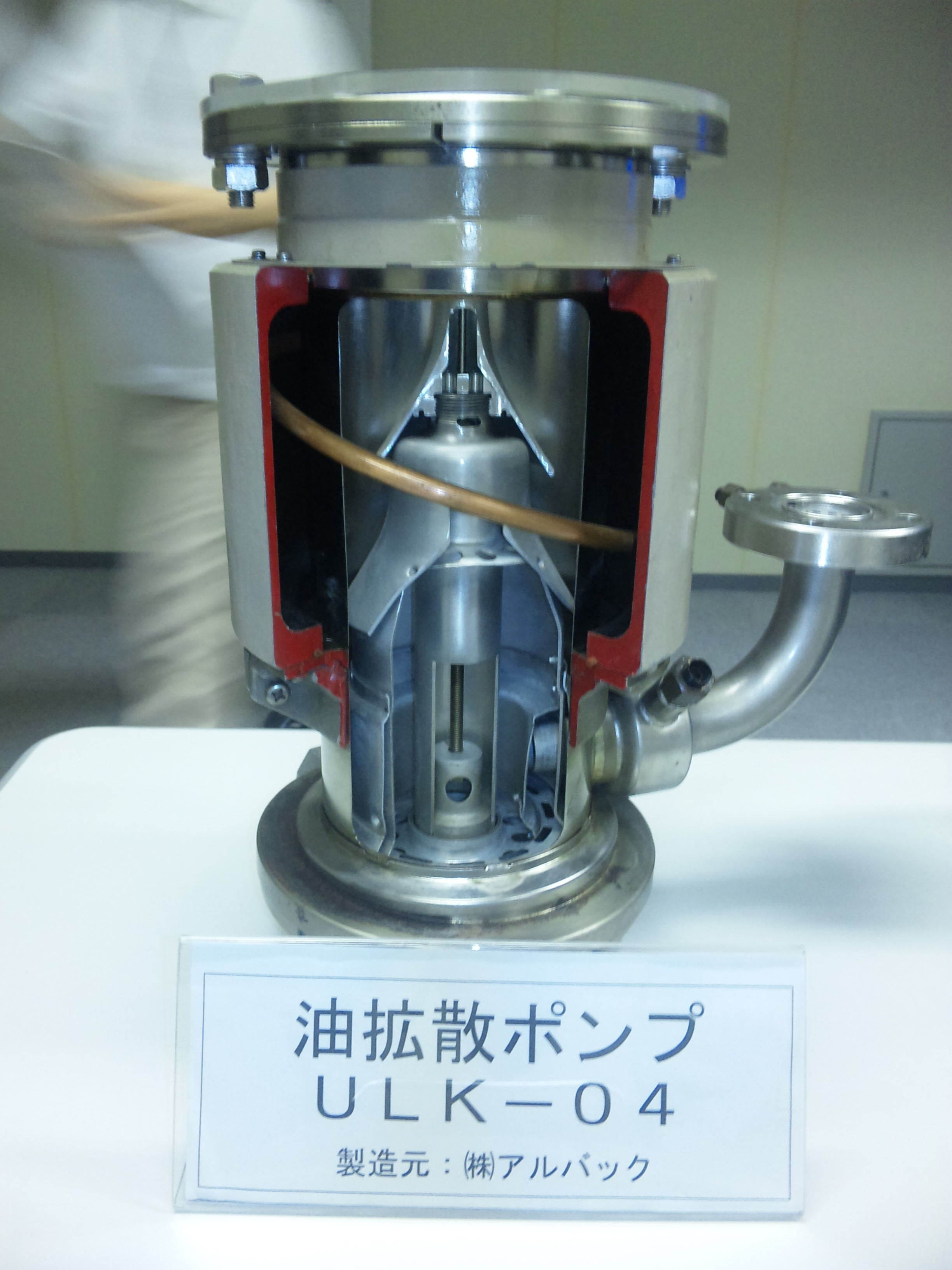
Bomba difusora vista em corte.

Nessa bomba, as moléculas do gás interagem com um jato de alta velocidade de um fluido ou com uma superfície sólida com movimentação muito rápida.
Esta interação altera a direção do movimento da molécula, e a empurra continuamente até a saída, que está, usualmente, a uma pressão muito menor que a atmosférica.
Este tipo de bomba necessita de uma outra bomba (tipicamente de deslocamento positivo) ligada à sua saída para funcionar.
Alguns exemplos são: bomba difusoras (ou de difusão); bomba drag, e bomba turbomolecular .

### Bombas de captura
Neste tipo de bomba, as moléculas são removidas da fase gasosa por meio de uma captura realizada em superfícies, por processos físicos ou químicos de condensação ou adsorção.
Geralmente o processo de captura é ajudado pela presença de campos elétricos ou magnéticos presentes na bomba.
Este tipo de bomba não apresenta uma saída para o gás bombeado, pois o mesmo fica armazenado num estado condensado.
Exemplos são as bombas criogênicas, bombas de sublimação e bombas iônicas .